# Ardbeg (Islay)
Ardbeg (gälisch: An Àird Bheag) ist eine kleine Streusiedlung auf der schottischen Hebrideninsel Islay. Sie befindet sich etwa fünf Kilometer östlich des Fährhafens Port Ellen und 16 km südöstlich der Inselhauptstadt Bowmore an der Südostküste der Insel. Ardbeg kann von Port Ellen aus über eine einspurige Straße erreicht werden, die über Lagavulin bis nach Ardtalla führt.
Ardbeg selbst besteht nur aus wenigen Häusern. Im Jahre 1861 wurden in Ardbeg noch 102 Personen gezählt, die sich auf 15 Familien aufteilten. Hiervon waren 99 Personen auf Islay geboren, zwei Männer waren irischer Abstammung und einer stammte aus einem nicht explizit aufgezeichneten Staat. Seit 1815 ist in Ardbeg die heute zu LVMH gehörige Whiskybrennerei Ardbeg ansässig, welche den Namen der zu Port Ellen gehörigen Siedlung weltweit bekannt machte. Wenige Kilometer in westlicher Richtung befindet sich das denkmalgeschützte Kildalton Castle.

## Weblink
- Eintrag zu Ardbeg in Canmore, der Datenbank von Historic Environment Scotland (englisch)